# Žrebíky
Žrebíky jsou přírodní rezervace v katastrálních územích obcí Slatinka nad Bebravou a Krásna Ves v okrese Bánovce nad Bebravou v Trenčínském kraji na Slovensku. Území bylo vyhlášeno v roce 1993 a jeho rozloha je 111,26 hektaru. Předmětem ochrany lokalita se skalním reliéfem budovaným vápenci a dolomity s výskytem povrchových i podzemních krasových útvarů a vzácných druhů rostlin a živočichů.